# SKOG Ostende
Le Sport Kring Opex Girls Ostende, en abrégé SKOG Ostende, est un club de football féminin belge situé à Ostende dans la province de Flandre Occidentale. 

## Palmarès
- Champion de Belgique D2 (1) : 2001

### Bilan
- 1 titre